# Terry Lightfoot
Terry Lightfoot (21. května 1935 – 15. března 2013) byl anglický jazzový klarinetista. Během studií se věnoval zpěvu, později hrál na trubku, ale nakonec přesedlal na klarinet. Po škole založil svou první skupinu s názvem Wood Green Stompers. Jeho další kapela, nazvaná Terry Lightfoot's New Orleans Jazzmen, vznikla v roce 1955 a tři její singly se umístily v hitparádě UK Singles Chart („True Love“, „King Kong“ a „Tavern in the Town“). Zemřel na karcinom prostaty ve věku 77 let.